# Костајница
Костајница (некада под именом Босанска Костајница и Српска Костајница) је насељено мјесто у општини Костајница, у сјеверозападном дијелу Републике Српске, БиХ. Према подацима пописа становништва Агенције за статистику Босне и Херцеговине, на попису становништва 2013. године у насељеном мјесту Костајница укупно је пописано 3.834 лица.

## Етимологија
Сматра се да је назив града Костајнице потекао управо од њеног главног симбола - кестена, и то од старинског назива костањи и кестењи за плодове стабала питомог кестена (лат. Castanea sativa). С тим у вези могло би се закључити да ријеч Костајница управо означава подручје распростирања кестена.

## Географија
Градић и општина Костајница су смјештени на сјеверозападу Републике Српске, на десној обали ријеке Уне, на око 40 километара од њеног ушћа у ријеку Саву.
Сјеверну и сјеверозападну границу чини ријека Уна, која је уједно и граница према Републици Хрватској, јужну границу чини општина Нови Град, а источну границу чини општина Козарска Дубица. С обзиром на величину, општина је малог пространства (85,12 km²) и једна је од најмлађих у Републици Српској.
Са својих једанаест сеоских насеља и градом, Општина Костајница по функционалној регионализацији припада приједорској регији. Данас је значајније изражен утицај Приједора као регионалног средишта на простору Општине Костајница.
Град Костајница лежи највећим дијелом на алувијалној равни ријеке Уне (до 110 метара надморске висине) и на нижим унским ријечним терасама (110-120 м.н.в.). Сеоска насеља општине су јужније од града и на нешто већим надморским висинама до 400 м.
Подручје општине је брдско-брежуљкасто, са највишим брдима: Пастирево, Баљ и Ум. Јужно од ријеке Уне брдовито подручје прелази у брежуљкасто, са мјестимичним долинама и усјецима уз рјечице и веће потоке. Уз долину ријеке Уне и Стригове простиру се равнице на које отпада 1/4 укупне површине општине, док је 3/4 брдовито-брежуљкастог земљишта.

### Физиономија насеља
Главнина насеља се налази у долини ријеке Уне и протеже се уз дио магистралног пута М14. Само насеље се дијели на три дијела: центар, доњи дио града и горњи дио града. Центар Костајнице се протеже од цркве Свете Тројице са источне стране до основне школе Петар Мећава са западне стране. У центру се налазе све општинске институције, као и већина занатско-услужних објеката, парк, трг, библиотека, као и гранични прелаз са Хрватском. Доњи дио града се још зове и Жуге, а житељи овог насеља Жугићи. Локално образложење је да име потиче од старинског назива за гуске - жуге, које су се ту некада гајиле. Овај дио насеља је углавном резидентни дио насеља без неких нарочитих облика привређивања не узимајући у обзир баште поред кућа. Горњи дио града се протеже од основне школе па све до насеља Мракодол уз магистрални пут. Овај дио града се назива Ужице. Овај назив се сматра да је добијен доласком муслимана, који су бјежали од српске војске у времену Милоша Обреновића, а који су већином били управо бивши житељи Ужица. У овом дијелу Костајнице се налази и џамија Азизија.

### Хидрографија
Ријеке, рјечице и потоци овог подручја припадају унском ријечном сливу. Уна је у овоме подручју све плића услијед таложења кречњака који ствара седре. То се нарочито види код самог мјеста Костајница. Овим дијелом Уне до Добрљина некад су саобраћале дереглије, док данас на неким дијеловима ове ријеке тешко пролазе и мањи чамци. Осим Уне најпознатија је ријека Стригова која настаје у селу Стригови од рјечице Крива Ријека. То је брдска рјечица која у горњем и средњем току има мјестимичне каскаде. У доњем току има вирове дубоке и по неколико метара. Улива се у ријеку Уну код засеока Бришевци, села Мракодол.  Рјечица Стригова је специфична по јединственом феномену који се дешава сваке године почетком априла. Ријеч је о мријесту рибе шкобаљ која у великом броју плива из ријека Сане и Саве у ријеку Уну, а затим 2 километра узводно уз Стригову како би се мријестила у њеном кориту, гдје остаје десетак дана, а потом се враћа преко ријеке Уне у ријеке Сану и Саву, док један дио остаје и у ријеци Уни. Остали потоци и рјечице које чине хидрографску мрежу Костајнице су: Мачковац, Вучијак и Бубњарица.

### Саобраћајно-географски положај
Град Костајница, као и остала насеља општине Костајница, имају релативно добре саобраћајно-комуникацијске везе према осталим дијеловима Републике Српске и Босне и Херцеговине.
Најзначајнији путни правци на подручју општине су магистрални пут М-14 (Бихаћ - Босанска Крупа - Нови Град - Костајница - Козарска Дубица - Градишка) и регионални пут Р-475 (Костајница-Приједор), а велики значај има и гранични прелаз са Републиком Хрватском који се налази на самом улазу у центар града. Подручје општине захвата и жељезнички правац Загреб-Бања Лука, који на подручју Костајнице улази у насељу Грдановац. Удаљеност Костајнице од Бања Луке износи око 100 km, а од Загреба око 90 km.

### Вегетација
На самом подручју града Костајнице простиру се бројна вегетативна подручју, посебно на ободу града у виду почетка шума и шумарака. На подручју насеља Костајница могу се јасно уочити два основна вегетативна покривача, раздвојена по основу врсте тла, и то на алувијално – флувијална земљишта (флувисоле) и на дистрично смеђа земљишта (дистричне камбисоле). У прва тла се убрајају потенцијално најплоднија земљишта општине Костајница. Налазе се уз долину ријке Уне. На њима најбоље успијевају ратарске културе( кукуруз, пшеница,и сл. ) и повртарске културе.
У друга тла се убрајају мање плодна тла. То су тла осталог подручја општина и града Костајнице, која су покирвена шумама, воћњацима и жбуњевитим покривачем. Она су погодна и за испашу стоке.

## Клима
Са ближом и даљом околином, Костајница лежи на надморској висини од 110-407 метара. Са становишта географског положаја и надморске висине подручје општине има климу умјерено-континенталног типа. Мјесто Костајница има нешто блажу климу с обзиром да је са сјевера заштићено брдом Дјед, а са источне и југоисточне стране брдом Баљ. Атмосферски талози су равномјерно распоређени у току године по цијелом подручју овог насељеног мјеста. Мјесеци октобар и новембар посебно су богати падавинама, те април и мај у прољетном периоду. У прољетним и јесењим данима честа је појава густе магле долином Уне, низводно и узводно од Костајнице, те долином ријеке Стригове и потока Тавије, које проширују овају утицај магле у сеоска насеља Тавија,Петриња,Мракодол и Грдановац. Само мјесто Костајница ријетко је у току године обавијено маглом.

## Историја

### Антика
По неким пронађеним остацима и документима сачуваним у археолошким музејима и бившем костајничком самостану, познато је да се у овим предјелима одвијао жив трговачки саобраћај још од доба Римљана. Имена насеља из тога доба званично нису позната, али једно је сигурно да је дуж путева тих насеља било доста.
У Костајници су пронађени трагови римског водовода и неких стамбених и других објеката. На подручју града и данас се наилази на трагове троске и угљена, што несумњиво доказује да су се у тим временима ту налазили рудници и топионица жељеза. У потоку који тече са Баља нађени су остаци суђа и предмета из римског доба што је необорив доказ о постојању насеља на овом подручју које датира још из римског доба.

### Средњи вијек
Име Костајница се помиње први пут 1258. године, а настало је од ријечи — кестен, јер је предио с обје стране ријеке Уне богат кестеном. Од тог времена Костајница мијења многе господаре. Гроф Апланди је први посједник Костајнице, а затим гроф Цељски. Послије смрти Мартина Франкопана, Костајница је уступљена крупском војводи Ивану Ревењуду. Осујећеним завјерама угарских великаша и бискупа, који су хтјели да на угарски пријесто доведу пољског принца Казимира, краљ Матија је посебном даровницом даровао много села и градове српском деспоту Вуку, а међу њима се спомиње и Костајница. Послије Вукове смрти Костајница је дошла у посјед деспота Ђурђа Бранковића. Тако је Костајница за кратко вријеме промијенила много господара.
Побједом Турака код Дубице 1513. године, Костајница пада у посјед бана Петра Бериславића. Већ у првој половини 16. вијека град и утврда су власништво Зринских даровницом краља Фердинанда. За вријеме Зринских, тврђава је била посебно утврђена и надограђена. По тим господарима стара костајничка тврђава, која је на десној обали Уне, зове се Зрињски град.

### Турска владавина
Турски бег Малкоч је 1556. године опсједао Костајницу, коју је освојио захваљујући издаји капетана Лустхалера, па је од тог времена Костајница остала под управом Турака. Турски путописац Елвија Челебија је 1660. дошао у Костајницу и између осталог записао „Овај град је подигао Зрињски уз помоћ Угарског краља Фердинанда. Његова нахија има 40 села. Градско становништво чине борци који дан и ноћ воде борбе са Хрватима губећи узајамно главе. Костајница је велики град, саграђен од тврдог материјала. Облик му је петоугаони, а лежи на обали ријеке Уне, на територији Бање Луке."
Пожаревачким миром 1718. године Аустрија, као млетачка савезница у рату са Турцима, добија Банију и подручја на десној обали Уне, по дубини до планине Козаре. Године 1739. миром у Београду, враћени су сви крајеви Турцима, а ријека Уна је граница између Аустрије и Турске. Као саставни дио краљевине Илирије, 1809. ово подручје долази под власт Наполеона и остаје до 1814. године. За вријеме француске владавине саграђен је дрвени мост између двију Костајница. Овај мост, на којем је и данас сачуван обелиск са Наполеоновим иницијалима — НИ, био је и остао од велике важности за обје Костајнице, јер је олакшан проток роба и људи између ова два подручја. Једини тада мост на Уни служи за превоз робе која иде са Средњег истока за Европу и обратно. У Костајници се отвара царина за ове робе. Међутим послије краткотрајне француске управе Костајница поново пада под Турску власт 1814. године.
У Пастиреву је хајдуковао Петар Петровић Пеција и хајдучки харамбаша Петар Гарача из Стригове који су 1858. године подигли буну против Турака познату под именом Пецијина буна. Организовали су око 3.000 устаника. Оптерећени великим бројем избјеглица (жена и дјеце), преко 4.000, и бројним стоком, коју су избјеглице са собом гониле, те под притиском бројније и наоружаније турске војске, 21. јула у селу Тавија је разбијен Гарачин одред. Сутрадан код села Куљана разбијен је и Пецијин одред. Већина устаника је прешла на аустријску територију, на лијеву обалу Уне, а око 300 устаника се повукло у Пастирево заједно са Петром Пецијом и Петром Гарачом.

### Миграција муслимана из Србије 1862.
Године 1862. у Костајницу мигрирају муслимани из Ваљева, Шапца, Ужица. У ово мјесто су муслимани у највећем броју доселили као избеглице под крај 1862. и почетком 1863. године, након међународне конференције у Канлиџи на Босфору 22.11.1862. године на којој је уз сагласност Турске договорено исељавање Турака из Србије. У Србији су тада (од 1858. до 1867) владали Милан и Михаило Обреновић. У Костајницу се доселила најбројнија група из Ужица, па се њен дио гдје су највише концентрисани Муслимани зове Ужице.
Исељеници из Ужица, Ваљева и Шапца су прешли дринску ћуприју код Вишеграда и преко планина и кретали се на запад до Уне, која је била граница Турске и Аустрије.

### Српски народни устанак 1875.
За вријеме великог српског устанка Невесињске пушке 1875. године, овај крај је пружао снажан отпор, а у Костајницу је више пута долазио Петар Мркоњић, чија је организаторска улога у борби против турске власти имала огроман значај.
Српски сељаци Читлука, Петриње, Бачвана, Побрђана, Тавије и других околних села 15. августа 1875. су напали турске посаде у селу Двориште. Занесени почетним успјесима, српски устаници су под командом Марка Бајалице и Марка Ђенадије покушали да ослободе 19. августа 1875. Костајницу, али су се послије почетног успјеха ипак морали повући. У тим борбама с Турцима погинуо је Петар Гарача чији се гроб налази у Горњој Слабињи, засеок Алагинци, па се по њему само мјесто зове "Гарачин гроб". Да би избјегли тотално уништење, српски устаници су се 25. августа подијелили у мање групе. Команду над устаницима преузео је Петар Пеција од дотадашњег команданта Остоје Корманоса. Међутим, српски устанак предвођен Васом Пелагићем проширио се и на просторе Грмеча гдје су устаници створили слободну територију, са центром у Црним Потоцима на тромеђи, Крајине, Лике и Далмације, који су одржали током цијеле 1875. године. У периоду вођења устанка Васо Пелагић је 40 дана био предсједник Општине Костајница.

### Аустријска окупација 1878.
1878. године Костајница поново потпада под аустријску власт и остаје све до завршетка Првог свјетског рата. У почетку Аустрија уводи војни режим, а касније га замјењује цивилном влашћу. За вријеме Аустрије Костајница је прво била котар, а касније котарска испостава котара Нови Град, а за вријеме Краљевине Југославије среска испостава среза Нови Град.

### Костајница у Краљевини Југославији
У Краљевини Југославији Костајница је развијен трговачко занатски центар. Најбогатије и најугледније трговачке породице из тог времена су: Бобија, Икановић, Татић, Марини, Зечеви, Павловићи, Јандрићи, Савићи и Лукићи. Услужне дјелатности су развијене и у потпуности задовољавају потребе становништва. Такав тренд се наставља и у послијератном периоду. Развијено је трговачко предузеће „Вис” са укупно 4 продавнице мјешовите робе и 2 продавнице обуће. Од услужних дјелатности заступљени су занати: бријачки, кројачки, месарски, столарски, обућарски и сл.
Мјесто је било погођено поплавом крајем јуна 1936.

### Други свјетски рат
У Другом свјетском рату српско становништво овог краја масовно је учествовало у борби против фашизма. Легендарна Баљска чета је била састављена од бораца, углавном регрутованих с подручја Костајнице. У борби против фашизма ово подручје је дало преко 1.000 бораца од чега је 460 погинуло, не дочекавши крај рата. Поред палих бораца, као жртве фашистичког терора живот је изгубило 1.848 српских житеља општине. Логор Јасеновац, Земун, Бајића јаме и Зечево брдо су њихова стратишта. Поред људских жртава, подручје општине је претрпјело огромна материјална разарања, а 108 домаћинстава је потпуно уништено. Послије рата су подигнута два партизанска гробља у Костајници и Петрињи. Уређене су двије спомен костурнице на Зечеву брду гдје су домаће усташе побиле преко 2.600 недужних цивила, углавном жена и дјеце српске националности са овог и других подручја. Ово подручје је дало легендарне партизанске борце, командире и команданте, од којих су проглашени народним херојима: Петар Боројевић, Лазо Штековић, Петар Мећава, Бранко Тубић.
У Босанској Костајници усташе одмах по одласку Немаца затварају угледније Србе у једну шталу, а одатле их премештају на таван основне школе где су их на најсвирепији начин мучили и премлаћивали. Доводили су такође и виђеније сељаке „те су тако од зграде среске испоставе и школе образовали централни затвор као мучилиште за Србе среза босанско-новског, босанско-дубичког, дворског и костајничког”.
Покољ Срба у Босанској Костајници изведен је 31. јула, затим од 1. до 3. августа 1941. године. У Костајници је заседао неки месни усташки "суд" тзв. "одбор" који је пуноправно доносио одлуке о стрељању Срба. Сви Срби из вароши похапшени су и спроведени у затворе месних надлештава и у друге зграде, а одатле су извођени на стрељање. Стрељање је вршено на неколико места: На Унском мосту који спаја Босанску и Хрватску Костајницу, у "Бајића јамама" више железничке станице, на гробљу православне цркве Св. Петра и Павла, на Шнајдеровом гумну, код римокатоличке цркве Св. Ане и на раскршћу путева за села Селиште и Слабину. Велики број Срба убијен је по уским и малим улицама Костајнице који воде од главне улице до реке Уне. Лешеве поубијаних Срба по улицама Костајнице и на уском мосту, усташе су "гурнули у Уну да пливају". Поред само одвођења на стрељање Срби су морали скинути са себе одело и изути се, па су их онда у чарапама или босоноге и гологлаве везали жицом по четири, пет или шест у један ред, и по неколико таквих редова гонили пешице кроз варош на стрељање". Са прозора њихових кућа посматрале су их мајке, сестре, жене и деца. Сви су морали да певају српске и хрватске песме, а нарочито "Спрем'те се, спрем'те, четници". И овде су у хватању, шиканирању и стрељању Срба уз усташе учествовали и многи мештани. Особито су предњачили син општинског лекара Грго Стипанчић, ђак V разреда гимназије, који се хвалио да је сам убио око 70 Срба, Сајд гимназијалац, Цвотник студент филозофије и други. У Костајници су поубијани скоро сви мушкарци који нису успели побећи. У животу је остао Јоца Божанић, који је "неурачунљив човек" и Перо Пузавац, кафеџија ожењен Немицом. Њега су спасили пасторци. Тачан број поубијаних Срба у овом масовном покољу у вароши Костајници и срезу не може поуздано да се утврди, али се зна да је само 31. августа стрељано око 1.160. У Босанској Костајници нису мрцварени, злостављани и убијани само Срби из вароши и ближе околине, већ и из удаљенијих места Босне. У раздобљу од 30. јула до 12. августа у Босанској Костајници је дотеран већи број Срба "из разних крајева па чак и од Сарајева, Добоја, Зенице и других места у Босни". Жртве су поубијане више католичког гробља. Прво су свучене до гола, затим избодене ножевима или приклане, и многе још полуживе бачене у јаму. По одласку кољача Марија Грубљешић, сва у крви огрезла, извукла се испод лешева, довукла до прве куће где су је превили и одвезли њеној кући. Међутим она је после два месеца од задобијених рана умрла. "На том месту заклано је и у три јаме бачено око 200-300 српских глава". Па и доцније су у Босанску Костајницу довођене групе Срба и ту убијане. Тако су у недељу 31. августа 1941. године усташе довеле 867 Срба, како се тада говорило из јасеновачког логора, и затвориле у стари зрињски град крај Уне. "Ту су их мучили и одатле у групама одводили на брег код римокатоличког гробља и клали их бајонетима говорећи да је штета потрошити и један фишек за Влаха. Сви ови Срби били су из Добоја".
Масовно хапшење Срба обављено је крајем септембра 1941. године у Костајници и целом срезу.
За свирепост, зверства и пљачке извршене у Костајници каже се да су учињени „под благословом католичког свештенства ондашњег“.

### Костајница током СФРЈ
Послије Другог свјетског рата Костајница егзистира као општина у саставу среза Нови Град, а касније Приједорског среза. Општина Костајница постојала је до 1963. године када је, уз још неколико општина у СР Босни и Херцеговини СФРЈ (Козарац, Љубија, Ивањска, Равно, Челић, и друге), укинута и припојена општини Нови Град,.

### Костајница током распада СФРЈ 1991—1995.
1991. године, на почетку распада Југославије, Костајница је била под српском влашћу у оквиру новооформљене Аутономне регије Крајина. У току распада Југославије, поново је успостављена као посебна општина. Ријеч „босанска“ је уклоњена из службеног назива града и општине, а ново име насеља од 17. децембра 1992. године (Сл. гласник РС 20/92) је Српска Костајница, и донијете су следеће мјере:
Одлуке Кризног штаба Аутономне Регије Крајина
Састанак 18.5.1992.
- Одлука број 2 — Кризни штаб је највиши орган власти у општини Српска Костајница.
- Одлука број 8 — Лојалитет код особа друге националности се не може доказати само изјавом о лојалитету.
- Одлука број 10 — Кризни штаб послао захтјев скупштини Републике Српске да се ријеч босански уклони из свих имена градова и насеља.

Састанак 26.5.1992.
- Одлука број 6 — Под хитно се треба основати агентура која ће радити на пресељењу становништва.
- 5.6.1992 — Службени Гласник АРК — позив на општу мобилизацију

Састанак 30.6.1992.
- Одлука број 7 — Образовне, културне и научне институције треба да најкасније до 01.09.1992. промијене неодговарајућа имена и прилагоде их жељама српског народа у Крајини.

Септембра 1995. године подручје Костајнице је нападнуто од стране војске Републике Хрватске (хрватска операција Уна). Овај напад је одбранила Војска Републике Српске.

### Костајница од 1995. до 2009.
- После потписивања Дејтонског споразума, општина Костајница је у цјелини остала у саставу Републике Српске. Име граду и општини промењено је у Српска Костајница, а касније у само Костајница;
- 2001. — Српска Костајница добила ново име Костајница;
- 2004. — у складу са одлуком Уставног суда БиХ, У 44/01 од 22. септембра 2004. године и у складу са одлуком Уставног суда број У 44/01 од 27. фебруара 2004. године, назив Српска Костајница је проглашен неуставним, након чега је га је Народна скупштина Републике Српске прогласила неуставним у Републици Српској;
- 2008. — У процедури: Влада Републике Српске предложила је да се из назива општина Брод и општина Костајница брише придјев „босански“. Сједница Народне скупштине Републике Српске, на којој се разматрао Нацрт закона о територијалној организацији Републике Српске, одржана је у понедјељак, 15. децембра 2008, у Бањој Луци, те се од тада Костајница назива само Костајница.

## Спорт
Клуб под именом „Партизан” формиран је средином 1953. године. Највише на развоју спорта у Костајници допринијели су педагози Томо Ивчић и Бранко Кнез. Играо се рукомет, одбојка, кошарка, организовале бициклистичке трке, атлетски митинзи, а међу првима у тадашњој Југославији „Партизан” је организатор — 1959. године — турнира у малом фудбалу.

## Становништво
По посљедњем службеном 1991. године, Костајница је имала 3.768 становника.
| Националност       | 2013.          | 1991.          | 1981.          | 1971.          |
| Срби               | 2.244 (58,53%) | 1.715 (45,51%) | 1.089 (32,19%) | 892 (35,68%)   |
| Муслимани /Бошњаци | 1.440 (37,56%) | 1.659 (44,02%) | 1.253 (37,04%) | 1.343 (53,72%) |
| Југословени        | 4 (0,10%)      | 182 (4,83%)    | 864 (25,54%)   | 38 (1,52%)     |
| Хрвати             | 61 (1,59%)     | 126 (3,34%)    | 146 (4,31%)    | 209 (8,36%)    |
| остали и непознато | 85 (2,21%)     | 86 (2,28%)     | 30 (0,88%)     | 18 (0,72%)     |
| Укупно             | 3.834          | 3.768          | 3.382          | 2.500          |

| Демографија (испостава)- | Демографија (испостава)- | Демографија (испостава)- |
| Година                   | Становника               | Становника               |
| ------------------------ | ------------------------ | ------------------------ |
| 1879.                    | 28.275                   |                          |
| 1885.                    | 36.105                   |                          |
| 1895.                    | 42.825                   |                          |
| 1910.                    | 7.388                    |                          |
| 1921.                    | 7.757                    |                          |
| 1931.                    | 0                        |                          |
| 1948.                    | 1.848                    |                          |
| 1953.                    | 1.851                    |                          |
| 1961.                    | 2.034                    |                          |
| 1971.                    | 2.500                    |                          |
| 1981.                    | 3.382                    |                          |
| 1991.                    | 3.768                    |                          |
| 2013.                    | 3.834                    |                          |